# Intervenția de sprijin a Armatei României pentru trupele franceze din sudul Rusiei în 1919
Intervenția de sprijin a Armatei României pentru trupele franceze din sudul Rusiei în 1919 a reprezentat o acțiune a trupelor Regatului României în sprijinul trupelor aliate franceze, grecești și poloneze care, acționau între Nistru și Bug sub comanda  generalului francez Philippe Henri Joseph d'Anselme, în regiunea Odesa. Acțiunea, care a debutat la 20 februarie/5 martie 1919, a implicat unități ale Corpului V Armată și a urmărit consolidarea apărării segmentului de cale ferată dintre Tiraspol și nodul de cale ferată Razdelnaia, segment aflat în Gubernia Herson pe axa de transport Tiraspol – Odesa, esențială pentru apărarea Odesei.
Evoluția defavorabilă a situației militare, a trupelor aliate și a celor ale Armatei Albe, a impus fortificarea de către Armata României a liniei Nistrului, precum și retragerea forțelor aliate comandate de d'Anselme în sudul Basarabiei, în fața înaintării trupelor bolșevice. Militarii români s-au repliat, în consecință, pentru a intra în dispozitivul de acoperire al frontierei nistrene.
Evoluția situației militare europene a impus în luna mai 1919, Înaltului Comandament Aliat, redislocarea forțelor aliate aflate în Basarabia. Acestea au fost înlocuite până la 13 iunie 1919 cu trupe românești, ceea ce a avut un impact negativ asupra operațiunilor Armatei României în Ungaria.

## Context
La 7 octombrie 1918, numirea de către Georges Clemenceau, a generalului Henri Mathias Berthelot drept conducător al unei misiuni cu responsabilități în arealele geografice ale României și Ucrainei, a fost un prim semnal oficial legat de pregătirile franceze pentru o intervenție în sudul Rusiei. În instrucțiunile date de Clemenceau lui Berthelot, acesta a scos în evidență necesitatea prioritară de a fi realizată încercuirea economică a bolșevismului, astfel încât să fie provocată căderea acestuia. În planul de acțiune înaintat de generalul Berthelor la 28 noiembrie 1918, acesta a propus, fără ca propunerea sa să fie acceptată, crearea unei divizii mixte franco-române, cu mențiunea că datorită unor frecușuri cu populația din sudul Rusiei, diviziile românești refăcute nu ar fi putut fi folosite, decât sub un comandament pur francez.

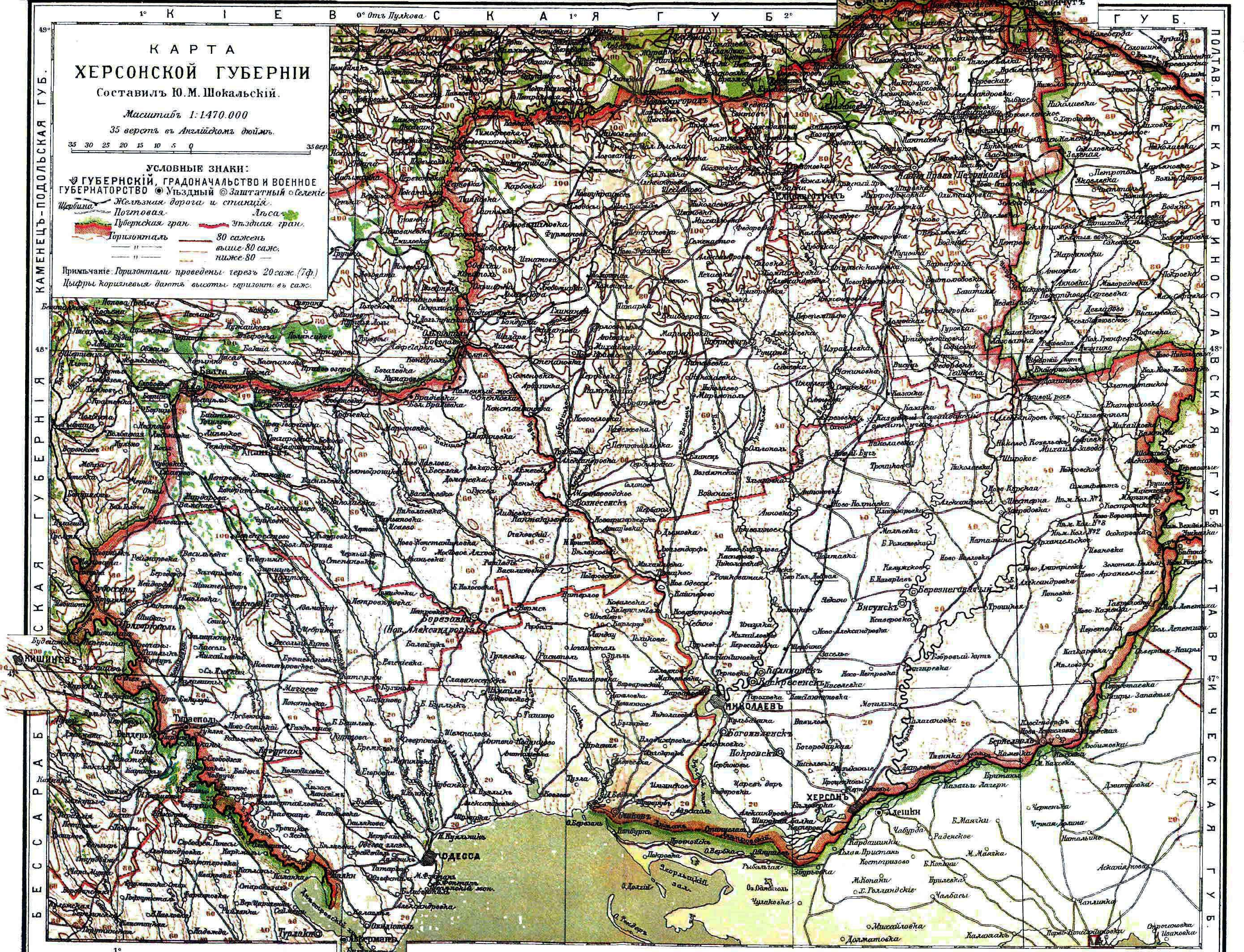
Harta Guberniei Herson.

Având scopurile de a înfrânge în sudul Rusiei bolșevismul și de-a sprijini înființarea unui stat ucrainean, expediția franceză, întărită de un contingent grecesc semnificativ, precum și de mici unități de polonezi, români și cehi, a ajuns în luna decembrie 1918 să controloze din punct de vedere militar, teritoriul unui arc de cerc situat în vestul Ucrainei în nordul Mării Negre, între Nipru și Nistru. Alături de Odesa și Sevastopol, orașele Nicolaev, Herson și Tiraspol au ajuns astfel și ele sub controlul trupelor aliate, ocuparea Hersonului și Nicolaevului fiind cruciale pentru protecția Odesei, precum și în ce privește securitatea resurselor și depozitelor militare, din Nicolaev. În ianuarie 1919, generalul francez d'Anselme și-a asumat, la Odesa, comanda forțelor de intervenție. Armata destinată să lupte împotriva trupelor bolșevice, comandată de d'Anselme, avea în compunere pe lângă trupe din trei divizii franceze (16 Colonială, 30 și 156) și două divizii grecești (2 și 13) și formațiuni de voluntari polonezi, ucraineni și ruși. La stânga, această armată se sprijinea pe formațiunile neregulate ale hatmanului Simon Petliura, iar la dreapta pe forțele generalului Anton Ivanovici Denikin.
În condițiile unei insuficiențe de forțe proprii și în lipsa posibilității de întărire a forțelor debarcate, s-a dezvoltat un scepticism justificat al comandamentului francez, în privința intervenției. Astfel, la șase săptămâni după debarcarea trupelor în Odesa, Berthelot era deja convins că expediția va eșua în lipsa unor întăriri semnificative, el insistând pe suplimentarea efectivelor cu 20 de divizii, dintre care 8 ar fi trebuit să fie românești, 3 grecești și 9 franceze. În lipsa unei asemenea măsuri, el a avertizat guvernul Franței că, singura alternativă ar fi fost reprezentată de crearea unui cordon sanitar de la Marea Baltică la Marea Neagră. După căderea Hersonului și Nicolaevului în mâna trupelor hatmanului Grigoriev și evacuarea trupelor aliate la 9 și respectiv 16 martie 1919, în timp ce și alți ofițeri sugerau abandonarea intervenției franceze, Berthelot a recomandat ca Franța să încurajeze crearea unui front defensiv de la Marea Baltică la Marea Neagră, solid ancorat pe Polonia și România, care ar fi trebuit sprijinite să devină puternice.

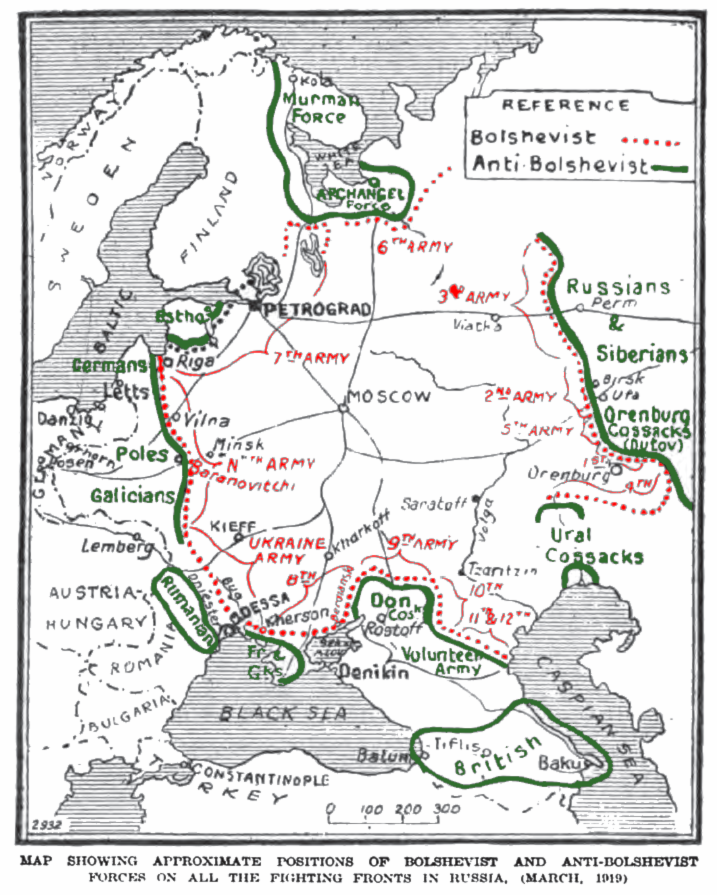
Poziţiile aproximative ale forţelor bolşevice şi antibolşevice pe fronturile din Rusia, în martie 1919.

Politica de creare a unui cordon sanitar, împotriva Rusiei Bolșevice, a favorizat îndepărtarea reținerilor Franței legate de politica României în ce privește Basarabia, planul prezentat de către generalul Foch la 25 februarie 1919, Consiliului Suprem Aliat, incluzând Regatul României în frontul anti-bolșevic. Acest plan a propus, în cadrul ansamblului general, intervenția în sud a unei forțe aliate, formată alături de trei divizii franceze, trei grecești și două italiene, din două divizii românești. Forța respectivă ar fi urmat să recucerească bazinul Donețului. Planul respectiv urma să depindă, în mod evident, de disponibilitatea statelor aliate de a sprijini întreprinderea aflată în cauză. Preventiv, trupe franceze au fost desfășurate în Basarabia la 17 și 18 martie 1919.

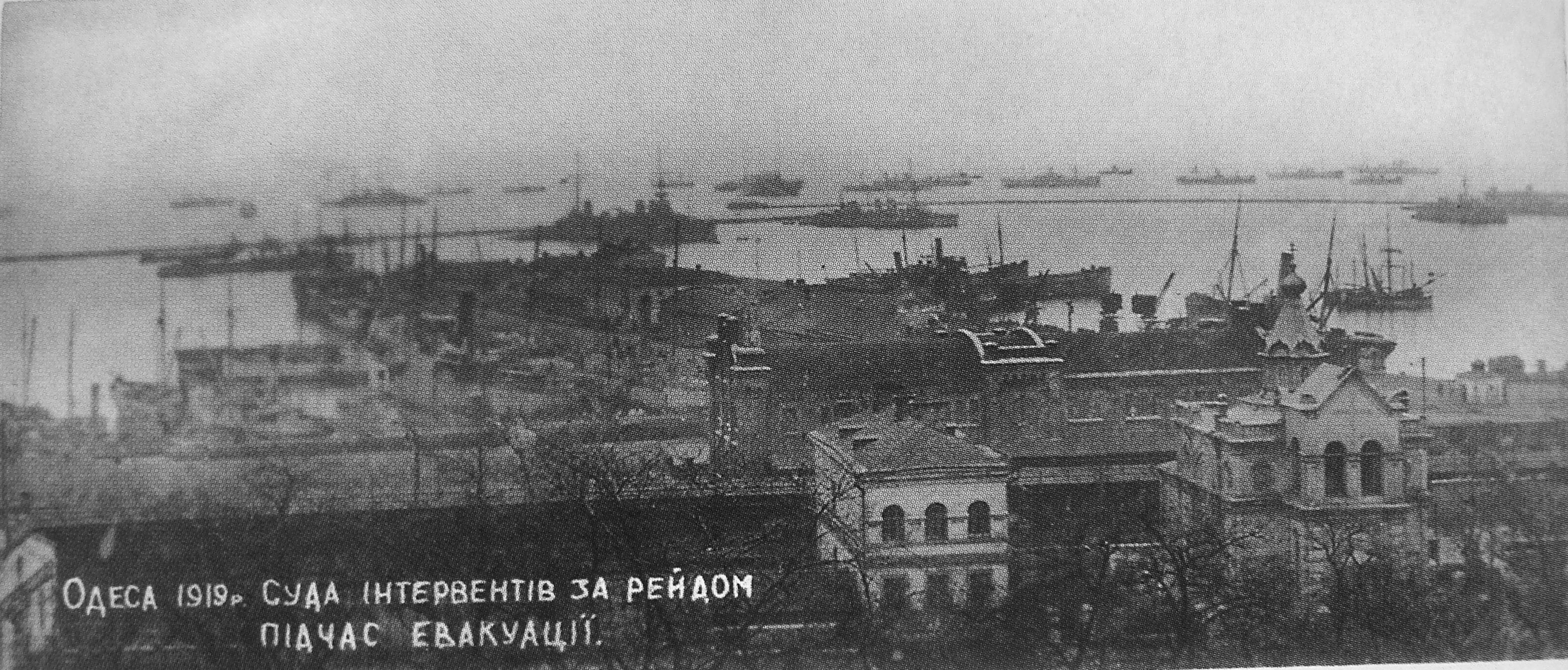
Aprilie 1919: imagine din Odesa surprinsă în perioada evacuării trupelor franceze din oraş, de către propriile nave.

Retragerea trupelor aliate, spre Odesa în luna martie 1919, a crescut presiunea pentru evacuarea definitivă a sudului Rusiei. În același timp, securitatea liniilor de comunicație ale forțelor de intervenție din sud-vestul Urainei, spre România, a fost pusă după data de 18 martie, în pericol în  de revolte locale. În condițiile lipsei unei ameliorări a situației care să securizeze rutele de evacuare spre Basarabia, în ultima săptămână a lunii aprilie 1919 au fost puse la punct instrucțiunile pentru evacuarea Odesei, care a avut loc între 3 și 7 aprilie. În timp ce garnizoana orașului s-a retras în spatel Nistrului la 6 aprilie, ultimele detașamente din zona portuară a orașului au fost îmbarcate în dimineața zilei următoare.

## Preludiu
La 17/30 ianuarie 1919 au fost stabilite resubordonări ale unităților și noi zone de responsabilitate ale Corpurilor de Armată 4 și 5 din Basarabia și până la 5-18 februarie 1918 s-a instalat, după revolta de la Hotin, liniștea pe Nistru.  Cu toate acestea, în cursul lunii februarie 1919 a fost necesar în continuare ca trupele aflate în dispozitivul de acoperire de pe Nistru să respingă atacuri bolșevice, ruse sau ucrainene, desfășurate cu forțe realtiv puține. Exceptând atacurile respective, problema care  stat în atenția comandamentului Corpului V Armată a fost ce unități de cavalerie ale acestuia trebuiau să plece, în Transilvania. Situația trupelor române din zona central-sudică a Basarabiei, precum și cea a trupelor aliate din regiunea Odesa, a fost însă un factor semnificativ care a contribuit la amânarea transferului trupelor de cavalerie, la vest de Carpații Orientali.
Un nou dispozitiv care să asigure intervenția optimă a unităților în sectoarele amenințate și o capacitate combativă superioară, a fost realizat în aria de responsabilitate a Corpului V Armată, până la 11/24 februarie 1919. La 17 februarie/1 martie dispozitivul s-a modificat din nou, la acea dată marea unitate având în compunere Diviziile 4, 9, 10 și 15 Infanterie, precum și 2 Cavalerie.
Începând cu 20 februarie/5 martie 1919, unitățile acestui corp au cooperat cu unitățile Aliaților, aflate în regiunea Odesa între Bug și Nistru.

## Intervenția

### Dislocarea trupelor

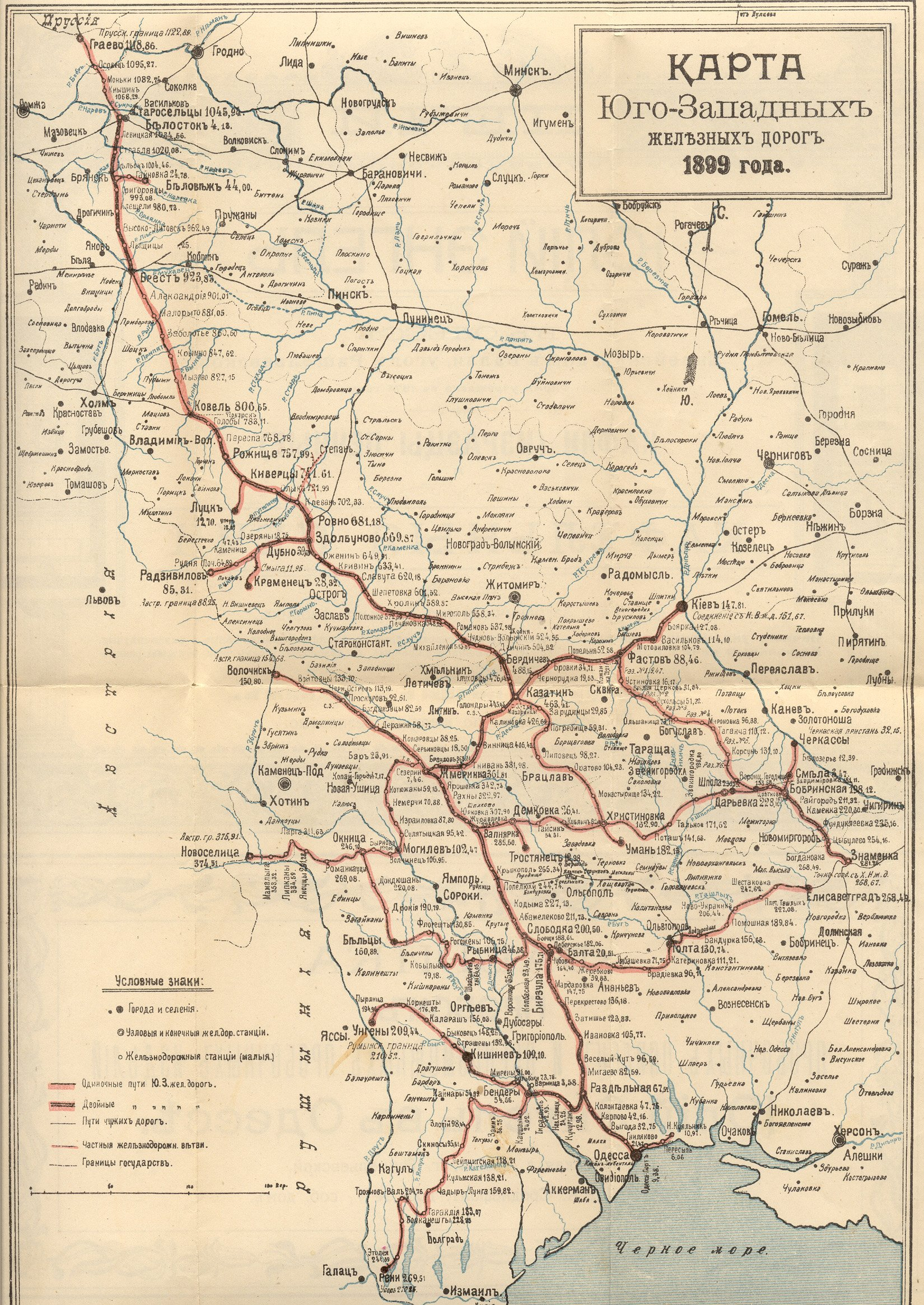
Harta căilor ferate de sud-vest din Imperiul Rus.

În luna februarie 1919, d'Anselme a decis să solicite trupelor române să treacă Nistrul, pentru a-și consolida apărarea din flanc. Ulterior, aflată sub amenințarea trupelor ruse după căderea Hersonului și Nicolaevului, apărarea Odesei a depins esențial de linia de cale ferată Tiraspol – Razdelnaia – Odesa. Nevoile operative ale forțelor aliate au determinat astfel, solicitarea acestora, ca un detașament mixt român să ocupe Tiraspolul și Razdelnaia, (ultima localitate fiind important nod de cale ferată din Gubernia Herson), pentru a apăra calea ferată. În baza unui acord verbal între reprezentanții Marelui Cartier General român și cei ai comandamentului francez, trupele române au intervenit ca atare în sprijinul celor aliate.
În baza ordinului Marelui Cartier General român ca în compunerea detașamentului să intre un regiment de infanterie, una două baterii de artilerie și un escadron de cavalerie, Corpul V Armată a dispus ca trupele să provină din regimentele 39 Infanterie și 3 Artilerie de la Bender/Tighina și din Regimentul 11 Roșiori de la Căușani. Două batalioane de infanterie urmau să fie dislocate la Tiraspol și unul la Razdelnaia, câte o baterie de artilerie la Tiraspol și la Razdelnaia și un escadron de cavalerie la Razdelnaia. Deplasarea acestora urma să se facă prin marș pe jos până la Tiraspol și de acolo cu trenul până la Razdelnaia. Pentru a fi menținută forța combativă pe plan local, un batalion din Regimentul 23 Infanterie urma să fie dislocat de la Chișinău, la Bender/Tighina.

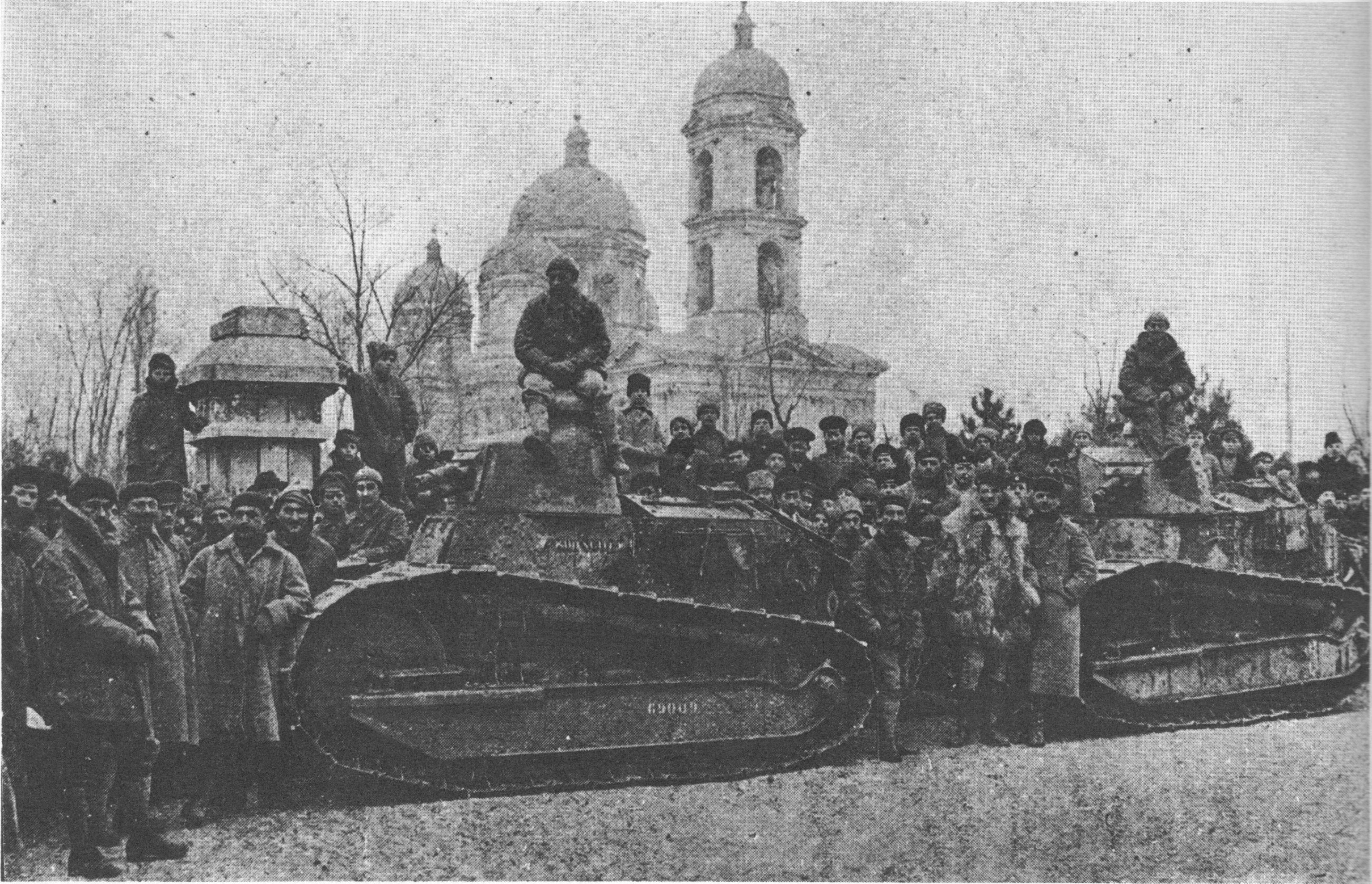
Tancuri franceze Renault FT-17, folosite în timpul intervenției militare din nordul Marii Negre.

La 6/19 martie 1919, o secție de tancuri franceze, venite de la Odesa pe calea ferată, a fost dislocată la Razdelnaia. În cele două localități urma să rămână câte un pluton francez comandat de ofițeri, puse ambele sub comanda detașamentului român, a cărui comandă era asigurată de locotenent-colonelul Marcovici, comandantul Regimentului 39 Infanterie. Forțele româno-franceze din cele două localități urmau să fie subordonate Brigăzii 19 Infanterie, aflată în compunerea Diviziei 10 Infanterie. Cele două subunități erau necesare pentru a asigura atât cooperarea cu trupele aliate, cât și negocierea anumitor probleme cu trupele și cu autoritățile ruse, în numele aliaților.
În mode temporar, deoarece urmau să fie redislocate la Bârzula, la Razdelnaia urmau să se concentreze trupe franceze din Regimentul 58 Infanterie, comandant de locotenentul Higou și două baterii de artilerie din Divizia 30 Infanterie, precum și cinci companii de militari polonezi, reunite într-un detașament comandat de locotenentul Cozubak.

### Acțiunile pe teren

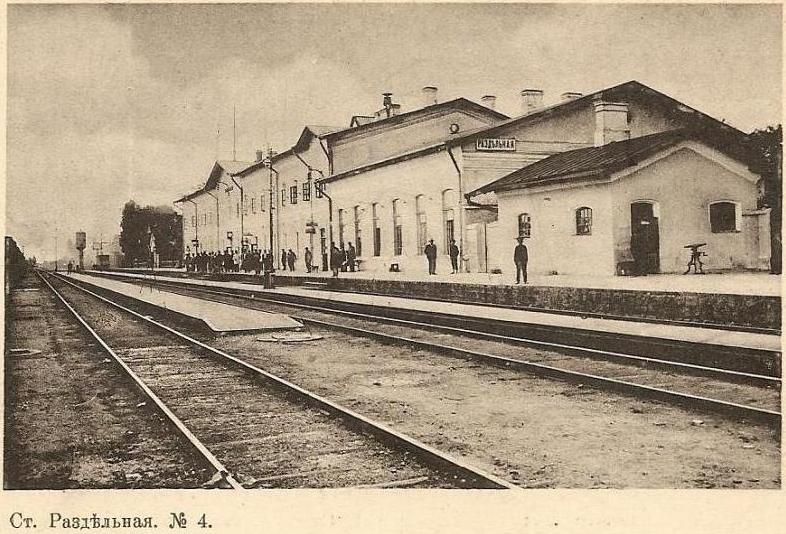
Staţia de cale ferată din Razdelnaia, aici în 1914.

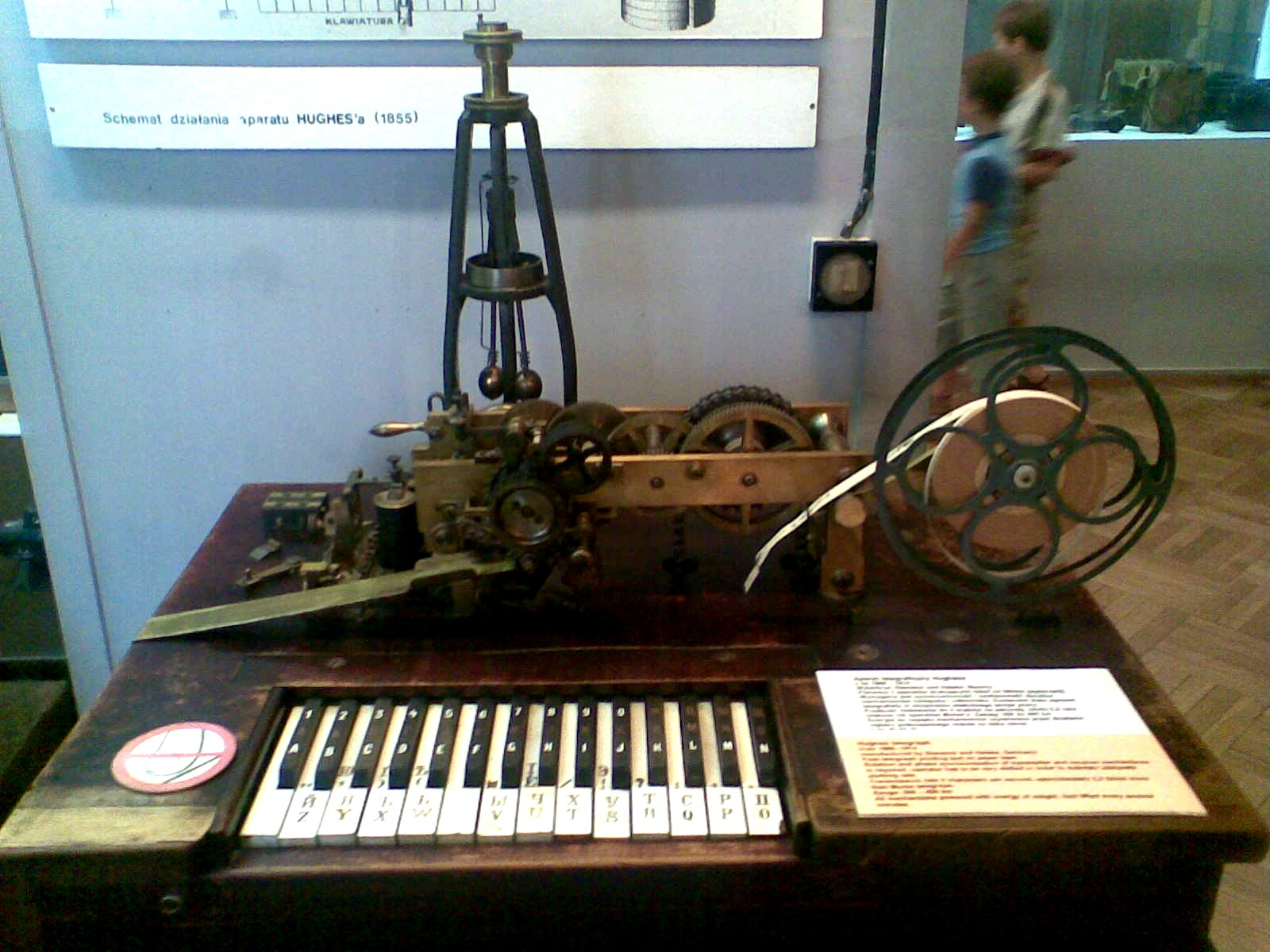
Telegraf Hugues

La 21 martie/ 4 aprilie 1919, trupele românești de infanterie, sprijinite de propria artilerie și cavalerie, au ocupat localitățile respective. Locotenent-colonelul Marcovici și-a instalat punctul de comandă la Tiraspol, cooperând la apărarea celor două localități cu statul major al Diviziei 30 Infanterie franceză, instalat și el la Tiraspol. Cu scopul organizării unei cooperări eficiente, o legătură telegrafică a fost instalată între Chișinău, unde se afla comandamentul Corpului V Armată și Odesa, unde se afla comandamentul francez, iar la Razdelnaia a fost instalat un aparat Hughues. Responsabilitatea asigurării legăturilor a revenit românilor pe segmentul Chișinău – Bender/Tighina – Razdelnaia și francezilor între Razdelnaia și Odesa. Aprovizionarea forțelor române s-a făcut pe calea ferată Razdelnaia – Tiraspol – Bender/Tighina – Chișinău, șef al stației Razdelnaia fiind numit un ofițer francez.
Datorită evoluției nefavorabile a situației militare a trupelor aliate, ale ucrainenilor și ale rușilor albi, la este de Nistru, trupele române au organizat apărarea de-a lungul graniței reprezentate de Nistru, precum și în adâncimea teritoriului basarabean. Astfel, Corpul V Armată a trecut la fortificarea liniei fluviului, prin organizarea la 28 februarie/13 martie 1919, de poziții de rezistență pentru apărarea centrelor spre care convergeau liniile de comunicații, în baza ordinului Marelui Cartier General român. De asemenea, la 5/18 martie a fost dispusă dislocarea Diviziei 2 Cavalerie în Transilvania (mai puțin a Brigăzii 4 Roșiori din compunerea acesteia, formată din Regimentele 6 și 11 Roșiori), lăsată subordonată Diviziei 10 Infanterie). Între 3/26-1/14 aprilie, a plecat și Divizia 15 Infanterie spre garnizoanele din Muntenia.

### Retragerea din Rusia
Eșecul forțelor de intervenție aliate a determinat retragerea precipitată a acestora, din teritoriul situat între Bug și Nistru, în Basarabia. Trupele lui d'Anselme pierzând disciplina, retragerea s-a făcut în debandadă, cu pierderea unui imens material de război. Automobile blindate, camioane, tancuri și avioane,  precum și artileria voluntarilor ruși au rămas pe drum. Dat fiind că apropierea trupelor bolșevice făcea probabilă atacarea liniei Nistrului de către acestea și eventual, chiar o acțiune în forță a acestora peste fluviu, teritoriul basarabean aflat la sud de linia Dubăsari – Chișinău – Huși a intrat din punct de vedere operativ în subordinea generalului d'Anselme, după 25 martie/6 aprilie 1919, urmând ca trupele aliate să fie retrase la vest de fluviu. Pe perioada dislocării trupelor, acoperirea urma să fie executată tot de trupele românești, întărite cu 4 batalioane de infanterie și 6 baterii de artilerie din Divizia 16 Colonială franceză. La 26 martie/ 7 aprilie, comandamentul Corpului V Armată a dispus ca, pe măsură ce trupele aliate urmau să ocupe locul în dispozitivul de pe Nistru, trupele și serviciile aflate la sud de linia Chișinău – Huși să se deplaseze spre nord.
Retragerea peste fluviu s-a desfășurat în felul următor:
- Divizia 156 franceză și Divizia 13 greacă s-au retras prin Ovidiopol și Bugaz, pe la gura limanului Nistrului.[25]
- Divizia 30 franceză și Divizia 2 greacă s-au retras pe la capul limanului, trecând peste un pod construit de ele la Maiaki
- Divizia 16 Colonială franceză s-a retras pe la Tiraspol spre Tighina, realizând acoperirea spre nord.

Odată cu armatele aliate, sudul Basarabiei (în special Cetatea Albă) a fost invadat de convoaiele a aproximativ 20.000 de de refugiați civili de peste Nistru, cuprinși de panică.
La 30 martie/12 aprilie, Divizia 10 Infanterie română a predat sectorul de acoperire trupelor aliate, mutându-și comandamentul la Chișinău. Odată cu retragerea aliaților în zona de sud a Basarabiei, forțele române dislocate dincolo de Nistru s-au repliat mai întâi, la Tiraspol și apoi la Tighina. Trupele bolșevice, respingând pe ucraineni, au înaintat pe urmele forțelor aflate în retragere. Armata Roșie a ocupat Tiraspolul la 17 aprilie 1919, zi în care trupele române au aruncat în aer podul de la Tighina .

## Apărarea liniei Nistrului
Evacuarea orașelor din sudul Rusiei de către trupele aliate a fost un fapt, care, a ajutat consolidarea prezenței românești în Basarabia, Legația Franței de la București sfătuind pe cei de la Paris, să consolideze o apărare puternică pe Nistru. De asemenea, Consiliul celor Patru a aprobat întărirea trupelor române în defavoarea trupelor lui Denikin, în pofida faptului că proiectul pentru crearea unui cordon sanitar cuprinzător a fost respins, la 27 martie 1919. Conform lui Peter Pastor, astfel, prezența franceză în Basarabia a sprijinit proiectul României de a avansa în Transilvania.
Au existat discuții pentru crearea unui singur comandament în est, propunere venită din partea generalului Franchet d'Esperey la trecerea acestuia prin București, comandament  care să fie preluat de către acesta. Guvernul României însă a considerat că, este necesar să dispună liber de trupele sale, pe fronturile aflate în Basarabia și Ungaria.
În Basarabia, retrase pe frontiera Nistrului, forțele lui d'Anselme (Diviziile 16, 30 și 156 franceze, Diviziile 2 și 13 grecești, Divizia 4 Vânători poloneză⁠(pl)[traduceți]) au preluat apărarea Sectorului de Sud până la mare. Cartierul General al lui D'Anselme a fost instalat oarecum excentric, la Bolgrad. Sectorul de Nord a revenit trupelor Corpului V Armată,  compus din Diviziile4, 9 și 10 Infanterie (ultimele două fiecare cu câte un sector propriu), Brigada 4 Roșiori și Brigada 5 Călărași, cu Divizia 4 Infanterie în rezerva  corpului. Împreună cu Diviziile 1 Cavalerie, trupele românești au ocupat malul fluviului, de la Hotin până  la linia de demarcație dintre între sectoarele nordic și sudic, care trecea prin localitatile Telița, Hîncești, Pogănești. La 25 aprilie 1919, regruparea forțelor și mijloacelor Corpului 5 Armată a fost încheiată, acestea aflându-se în sectoarele stabilite.
La 29 aprilie, generalul Ioan Pătrașcu a fost înlocuit la comanda Corpului V Armată cu generalul Popovici, noua structură creată căpătând numele de Grupul de Divizii „General Popovici”. Noul comandant a înlocuit pe front până la 24 mai, Divizia 10 Infanterie  (care a mers la refacere în interiorul Basarabiei) cu Divizia 4 Infanterie, care a preluat și artileria Divizie 10 Infanterie. La rândul, lor trupele de grăniceri existente s-a retras de pe frontieră la Cernăuți și Ismail în perioada 10-15 mai 1919, întreaga responsabilitate a apărării la Nistru revenind trupelor operative de infanterie.
În luna mai 1919, ca urmare a evoluției situației militare europene (condiționată în principal de ceea ce se întâmpla în Ungaria), Înaltul Comandament Aliat a dispus redislocarea rapidă a trupelor franceze și grecești din Basarabia, acest lucru fiind discutat la Marele Cartier General român la 26 mai 1919. Pe de altă parte, ca efect  al celor constatate în timpul incursiunii trupelor bolșevice de la Tighina din 27-28 mai 1919, devenise evident faptul că paza graniței pe Nistru trebuia încredințată unor trupe de încredere. Dintre diviziile aliate, două au fost dislocate în Bulgaria, restul fiind repatriate. Divizia 4 Vânători poloneză a fost transportată în Bucovina și de acolo pe frontul polono-ucrainean, în estul Pocuției.
În condiții de insuficiență a forțelor care trebuiau să înlocuiască diviziile aliate plecate, s-a decis ca Divizia 5 Infanterie să preia sectorul acestora. Conștient de faptul că Divizia 5 Infanterie, al cărui sector se întindea de la Telița la Bugaz, reprezenta o forță prea mică pentru a asigura defensiva sudului Basarabiei, Marele Cartier General a intenționat dislocarea în zonă a Diviziei 6 Infanterie de la Oradea, acțiunea fiind însă anulată anulată drept efect al înfrângerii cehoslovacilor de către maghiari la Miskolc, ceea ce a pus perspectiva atacării de către trupele ungare a liniei Tisei. Condiționată de aspectele descrise, înlocuirea trupelor aliate cu cele românești s-a încheiat la 13 iunie 1919.
Conform lui Constantin Kirițescu, în Basarabia sudică s-a mai constituit un comandament teritorial, pus sub comanda generalului Paul Angelescu, format din Divizia 15 Infanterie, Brigada  4 Roșiori și trei regimente de călărași.
În situația existentă, trupele române au fost dispuse într-o perdea subțire de-a lungul Nistrului și în formațiuni de manevră în interiorul teritoriului. În primăvara anului 1919, cu excepția atacului trupelor bolșevice în sectorul Bender/Tighina la în 27 mai 1919, acțiunile acestora au fost rare și de intensitate mică.
Dislocarea și schimbarea trupelor, în contextul necesității întăririi frontului în Basarabia, au avut însă impact asupra înaintării române spre Budapesta.

## Aspecte strategice regionale
În prima parte a anului 1919, acțiunile trupelor române din Basarabia au fost de o intensitate mult mai redusă, în raport cu cele desfășurate în Transilvania. Cu toate acestea, atitudinea imprevizibilă a forțelor militare ostile, aflate la est de Nistru, a determinat persistența unui pericol major din punct de vedere militar. Aceasta a impus, forțelor aflate în Basarabia, crearea unui dispozitiv și executarea unor misiuni și operații specifice unei acoperiri, la nivelul graniței nistrene.
Planul generalului Ferdinand Foch, de atacare a Rusiei, a necesitat de principiu concilierea cu interesele României, ocuparea militară a Transilvaniei, de către trupele române, fiind un aspect care urma să contribuie la reușita acestui plan.
Din punct de vedere francez, distrugerea bolșevismului prima în raport cu situația politico-militară din zona balcanică și nevoia de protejare a trupelor aliate, puse în dificultate în Ucraina de Armata Roșie, a impus obținerea unui sprijin rapid din partea României, care se afla în proximitatea Rusiei. De asemenea, necesitatea de a obține ralierea României, la intervenția Aliată în Războiul Civil Rus, a sprijinit participarea țării la Conferința de Pace de la Paris din 1919, în calitate de aliat minor, în pofida semnării unui tratat separat de pace cu Germania în 1918 și a colaborării României cu inamicul, cu scopul obținerii Basarabiei.
La 29 decembrie 1918, astfel, ministrul de externe al Franței, Stephen Pichon, a anunțat la Paris în Camera Deputaților, că, armata română este reorganizată și gata să intervină în Rusia.
Evoluția situației în Transilvania urma însă, conform lui Louis Franchet d'Esperey, să conducă la război între România și Ungaria, ceea ce impunea pregătiri în consecință din partea României, pentru a face viitorului conflict. Aceste pregătiri urmau să se asocieze însă, cu creșterea riscului ca România să retragă trupe din Basarabia și Dobrogea, care ar fi devenit astfel vulnerabile. Pe de altă parte, din punct de vedere strategic, în momentul critic în care Armata Roșie a pus în dificultate intervenția aliată în sudul Rusiei și a apărut riscul ca războiul să ajungă pe pâmânturile Basarabiei, amenințând posesia acesteia de către România, încurajarea expansiunii României în Transilvania a lipsit interfluviul pruto-nistrean, de trupele românești necesare spre a face față noului pericol.
După căderea orașelor Nicolaev și Herson în mâinile rușilor și continuarea drumului acestora spre Odesa, Franchet d'Esperey a propus replierea frontului aliat pe Nistru, sub un comandament unificat francez, care ar fi trebuit să comande armatele aliate și trupele române. După cum a fost însă precizat mai sus, românii au decis că este necesar să dispună liber de trupele lor, aflate pe fronturile din Basarabia și Ungaria. Situația militară a determinat înlocuirea la comandă a generalului Berthelot, responsabilitatea tuturor forțelor aliate din Europa de Est (inclusiv a acelora din sudul Rusiei) fiind preluată de Franchet d'Esperey. Viziunea strategică a acestuia din urmă a avut astfel până la urmă, câștig, în raport cu cea a lui Berthelot.
La 21 martie 1919, un proiect de de cooperare militară între Regimul sovietic instaurat în Ungaria și Rusia bolșevică, a fost propus de Cristian Racovski, ajuns în Ungaria. Considerându-se în stare de război cu Cehoslovacia și România, regimul din Ungaria a încercat astfel să colaboreze militar cu regimul din Rusia, printr-o alianță ofensivă și defensivă. A apărut astfel, pericolul ca România să fie atacată atât din flancul vestic de către trupele ungare, cât și din cel estic de către forțele ruse. Consiliul Suprem de la Paris a replicat prin instituirea unei blocade europene în jurul statului maghiar și a luat contramăsuri militare pentru acoperirea graniței ungare sudice, spre Iugoslavia, precum și pentru concentrarea unei flote pe Dunăre.
Conform informațiilor unor surse franceze, transmise României la începutul lunii aprilie 1919, posibilului atac combinat ungaro-rus i s-ar fi putut alătura eventual Bulgaria, interesată de Dobrogea. De altfel, la jumătatea lunii aprilie, trupelor ucrainene ale Armatei Roșii le-a fost ordonat să se concentreze dinspre Basarabia, pe flancul drept, în așteptarea ordinului de atac prin Bucovina în sprijinul forțelor maghiare. Dorind să asigure atât succesul solicitărilor sale teritoriale prin maximalizarea gradului de ocupare militară, cât și să prevină o conexiune între republicile sovietice ungară și rusă, Regatul României a decis să declanșeze ostilitățile împotriva Republicii Sfaturilor, mai înainte ca aceasta să declanșeze o acțiune ofensivă împotriva trupelor române. Atacarea trupelor maghiare, aflate dincolo de linia de demarcație, a fost decisă pentru data de 16 aprilie 1919.

Maximul avans al forţelor conduse de Denikin, în 1919

La data de 1 mai, Comisarul pentru Afacerile Externe ale Rusiei Sovietice, Gheorghi Cicerin, împreună cu guvernatorul Ucrainei, Cristian Racovski, dorind să sprijine Republica Sovietică Ungară, aflată în dificultate datorită ofensivei trupelor române, au trimis Guvernului României un ultimatum, prin care i-au solicitat evacuarea Basarabiei până la data de 3 mai. Printr-un al doilea ultimatum, a fost solicitată și evacuarea Bucovinei. La 20 mai 1919, ca urmare a unei ofensive declanșate împotiva trupelor cehoslovace, trupele Armatei Roșii ungare și-au respins inamicii aflați în Slovacia, punând în pericol flancul drept al înaintării române în Ungaria, în condițiile în care flancul trupelor române din Maramureș era amenințat de detașamentele ucrainene din Galiția. Pentru a preveni întoarcerea flancurilor, forțele terestre române au ocupat linia Ciop – Muncaci – Iablonița, iar Divizia 8 Infanterie a înaintat în Pocuția, pentru a stabili legătura între trupele poloneze și cele române. Astfel, a fost împiedicată stabilirea legăturilor dintre trupele Armatelor Roșii ungară și rusă.
Planul de joncțiune a forțelor bolșevice pornite din bazele ucrainene, cu cele ale regimului maghiar, a rămas până la urmă un simplu proiect, datorită turnurii critice pe care acțiunile Armatei Roșii au luat-o ulterior, în Ucraina. Aceasta s-a întâmplat drept efect al confruntării cu forțele albe și cu naționaliștii ucraineni, context în care, datorită avansului trupelor generalului Denikin din sudul Rusiei, spre Moscova și a conflictelor locale din primăvara anului 1919, care au produs haos, trupele roșii ale Racovski au fost înfrânte militar. Deși temporară, abandonarea obiectivului de înaintare spre vest a eliberat pentru moment, Basarabia, de amenințarea care plana asupra sa.